# Лейк-Кемелот (Вісконсин)
Лейк-Кемелот (англ. Lake Camelot) — переписна місцевість (CDP) в США, в окрузі Адамс штату Вісконсин. Населення — 895 осіб (2020).

## Географія
Лейк-Кемелот розташований за координатами 44°13′3″ пн. ш. 89°45′39″ зх. д. / 44.21750° пн. ш. 89.76083° зх. д. (44.217370, -89.760876).  За даними Бюро перепису населення США в 2010 році переписна місцевість мала площу 11,37 км², з яких 9,77 км² — суходіл та 1,60 км² — водойми.

## Демографія
Згідно з переписом 2010 року, у переписній місцевості мешкало 826 осіб у 404 домогосподарствах у складі 280 родин. Густота населення становила 73 особи/км².  Було 1237 помешкань (109/км²).
Расовий склад населення:
| - 98,4 % — білих - 0,7 % — азіатів - 0,1 % — вихідців з тихоокеанських островів - 0,1 % — корінних американців - 0,1 % — чорних або афроамериканців |

До двох чи більше рас належало 0,5 %. Частка іспаномовних становила 0,7 % від усіх жителів.
За віковим діапазоном населення розподілялося таким чином: 9,6 % — особи молодші 18 років, 52,7 % — особи у віці 18—64 років, 37,7 % — особи у віці 65 років та старші. Медіана віку мешканця становила 59,3 року. На 100 осіб жіночої статі у переписній місцевості припадало 102,9 чоловіків;  на 100 жінок у віці від 18 років та старших — 98,1 чоловіків також старших 18 років.
Середній дохід на одне домашнє господарство  становив 65 611 долар США (медіана — 52 750), а середній дохід на одну сім'ю — 71 649 доларів (медіана — 56 400). За межею бідності перебувало 12,2 % осіб, у тому числі 69,3 % дітей у віці до 18 років та 0,0 % осіб у віці 65 років та старших.
Цивільне працевлаштоване населення становило 279 осіб. Основні галузі зайнятості: освіта, охорона здоров'я та соціальна допомога — 28,7 %, виробництво — 21,5 %, фінанси, страхування та нерухомість — 15,4 %, будівництво — 10,4 %.